# Material Requirements Planning
Material Requirements Planning (MRP) ist der englische Ausdruck für die seit etwa 1960 übliche Materialbedarfsplanung.
Seit Anfang der 1970er-Jahre war sie Teil der sogenannten „Produktionsplanungs- und -steuerungssysteme“ (PPS-Systeme), deren Konzept als Communications Oriented Production Information and Control System (COPICS) ausführlich beschrieben wurde. Die PPS-Systeme folgen einem phasenbezogenen Sukzessivplanungskonzept. Ausgehend von der Planung des Produktionsprogramms, das aus einem Absatzprogramm abgeleitet wird, wird dieser Primärbedarf mit Hilfe von Stücklisten in den Sekundärbedarfen aufgelöst (siehe Bedarfsermittlung). Das Produktionsprogramm setzt sich aus schon bekannten Kundenaufträgen, den Ergebnissen der Bedarfsprognose und geplanten Lageraufträgen zusammen. Mit Hilfe von Dispositionsparametern (Losgrößen, Vorläufe, Sicherheitsbeständen usw.) wird dann der aktuell benötigte Materialbedarf ermittelt.
Die Schritte im Einzelnen waren die Stücklistenauflösung mit Hilfe von so genannten Stücklistenprozessoren (DBOMP von IBM, UNIBORS von Sperry und andere). Das Ergebnis der Stücklistenauflösung war der Bedarf an Einzelteilen, Unterbaugruppen und Baugruppen für die zu fertigenden Erzeugnisse. Auf jeder Dispositionsstufe der in der Regel mehrstufigen Stücklistenstruktur wurde der ermittelte Bruttobedarf dem Lagerbestand gegenübergestellt, dann der verbleibende Nettobedarf (Nettobedarfsermittlung) zu geplanten Fertigungsaufträgen (Lose) zusammengefasst und weiter aufgelöst. Vor der weiteren Auflösung wurden mit Hilfe von Vorlaufzeiten grob die Termine der Fertigungsaufträge bzw. Einkaufsbestellungen berechnet (Terminierung). Diese Terminierung des Materialbedarfs beruhte auf der Annahme unbeschränkter Kapazitäten zur Durchführung der Fertigungsaufträge.
Die so grob terminierten Fertigungsaufträge wurden anschließend über Arbeitspläne detaillierter terminiert. Diese Durchlaufterminierung lieferte gleichzeitig den Kapazitätsbedarf pro Planungsperiode (siehe Produktionsplanung und -steuerung). Diese Terminierung des Materialbedarfs beruhte wie die Terminierung über die Stücklistenauflösung auf der Annahme unbeschränkter Kapazitäten zur Abarbeitung der Fertigungsaufträge.
Wesentliche konzeptionelle Ideen zum Material Requirements Planning werden Joseph Orlicky zugesprochen, obwohl er andererseits wohl nicht der erste war, der einen das Konzept implementierenden Algorithmus verwendete. Sein 1975 veröffentlichtes Buch „Materials requirements planning“ und der sogenannte „MRP Crusade“ (wörtlich: „MRP-Kreuzzug“) aus dem Jahr 1972 durch die seinerzeitige APICS, die American Production and Inventory Control Society, einen Vorläufer der heutigen Association for Supply Chain Management, popularisierten die Methode entscheidend.
Ende der 1970er-Jahre schloss sich der obigen Vorgehensweise eine Kapazitätsterminierung an, unter anderem mit dem Ziel, durch die Vermeidung von überlasteten Kapazitäten in einzelnen Planperioden realistische Termine für die geplanten Fertigungsaufträge zu erhalten. Diese wird heute MRP I genannt.
Eine Weiterentwicklung und Erweiterung der Materialbedarfsplanung ist Manufacturing Resources Planning mit der Abkürzung MRP II.
Aufgrund der Schwächen von MRP-II wurde um das Jahr 2000 das Advanced Planning System entwickelt, das sich in einzelne Module untergliedert, die miteinander in Verbindung stehen, und das damit von der sukzessiven Methode des MRP-II abweicht.